# 台湾八角
台湾八角（学名：Illicium arborescens）为五味子科八角属的植物，是台灣的特有植物。分布在台灣本島，生长于海拔300米至2,500米的地区，多生在阔叶林中，目前尚未由人工引种栽培。

## 别名
红花八角（台湾） 八角仔（台湾）